# Porto di Barletta
Il porto di Barletta è un porto italiano, interamente artificiale, con sede nella città di Barletta. È uno dei più apprezzati del Mare Adriatico per ampiezza di bacino e sicurezza.

## Storia

### Dalle origini al XIV secolo
Nel IV secolo a.C. si presume che una popolazione di origine illirica indoeuropea, i Bardei, si sia stabilita sulle attuali coste barlettane, costruendo un molo, ad oggi mai rinvenuto, a causa dell'arretramento delle acque. Tuttavia il De Leon sostiene che in realtà la costruzione del porto sia da datare intorno al 1000 a.C. e da attribuire agli abitanti di Canosa, in cerca di uno sbocco per il traffico commerciale marittimo.
Per quanto resti incerta la sua origine è comunque certo che in età romana questo abbia costituito il porto principale della città di Canosa.
Tra il III e il IV secolo, l'originario molo viene ampliato a causa della sua ormai insufficiente capienza, e a questo periodo corrisponde il periodo più florido dell'economia canosina. La crescita di Barletta e del suo porto in quest'epoca segue parallelamente quella di Canosa e, proprio per il suo ruolo commerciale a sostegno della vicina città collinare, quest'ultimo viene anche detto Caricaturo di Canosa. L'importanza crescente di Barletta viene confermata dalla presenza della città nella Tavola Peutingeriana, come luogo di transito delle legioni romane.
L'antico porto costruito dai canosini era costituito da un braccio che legava la terraferma al mare, orientato verso nord-est, che poggiava su enormi blocchi squadrati, incastrati e legati tra loro con grappe di ferro. Per ovviare al problema del vento di maestrale, vi era una diga di curvilinea, posta in maniera trasversale rispetto al braccio, che tendeva a proteggere le navi ancorate nel porto.
Solo nel 1300 Carlo II d'Angiò ordinò il prolungamento della diga verso est.

### Dal XV secolo al XIX secolo
L'intervento angioino ridusse senza eliminare il problema della sicurezza dell'ancoraggio. Ferdinando I di Napoli, detto anche Ferrante d'Aragona, intorno alla metà del XV secolo, dispose dei lavori con i quali si cercò di rendere più sicuro l'angoraggio, riconosciuto tanto difettoso e pericoloso.
Nel XVIII secolo grazie all'intervento di Niccolò Fraggianni unitamente al volere delle più alte cariche del Regno di Napoli, vennero chiamati l'ingegnere Valentini e l'ingegnere Sallustio per eseguire un progetto di restauro che interessasse l'intera area portuale.
Questi lavori, oltre all'ampliamento del porto e alla costruzione di banchine, portarono alla costruzione di Porta Marina e al restauro della cinta muraria ad essa adiacente.
Già da quell'epoca però veniva rilevato, nonostante l'importanza riconosciuta al porto di Barletta, il problema fondamentale dell'insabbiamento del bacino, che rendeva difficoltoso l'ormeggio.
Nel 1798 Barletta fu dichiarata stazione navale e nel 1807, per volere di Giuseppe Bonaparte fu costruito il faro, su progetto dell'architetto Giuseppe Chiarelli.
Le correnti dell'Ofanto non facevano però che aggravare la situazione già precaria del porto, trasportando notevoli quantità di detriti dalla foce del fiume all'area portuale. In seguito alle richieste di aiuto all'autorità provinciale e da questa respinte, nel 1842 fu proposta, dai negozianti barlettani, un'autotassazione che permettesse di raccogliere fondi utili per un restauro del porto. Tuttavia l'esoso costo del progetto non ne permise l'attuazione e le uniche opere prodotte consistettero nel prolungamento della diga curvilinea, detta isola, verso est e in lavori di scavo che evitassero, almeno temporaneamente, l'insabbiamento dei fondali.
I naufragi si ripetevano piuttosto frequentemente e il rischio di restare esclusi dai traffici commerciali marittimi di rilievo per inadeguatezza delle strutture indusse nel 1860 l'ingegnere Luigi Giordano a presentare un progetto in cui, dopo un attento studio delle correnti, si proponeva la costruzione di un nuovo bacino con un braccio ortogonale all'isola e uno con orientamento est-ovest.
Anche in questo caso però l'elevato costo dei lavori non ne permise l'approvazione.
Nel 1863 un altro ingegnere, Saverio Calò, si impegnò a redigere un progetto per il porto che era in netto contrasto con quello precedente e prevedeva un bacino che partisse dal Paraticchio, coprendo l'intera area con un braccio orientato prima verso nord e poi verso est.
Il progetto Calò, come i precedenti, non ebbe fortuna a causa dell'ingente costo di esecuzione.
Nel 1869 l'ingegnere Tommaso Mati elaborò un nuovo progetto, che diverrà quello definitivo, partendo da un'analisi che individuava l'azione corrosiva delle correnti del Gargano e dell'Ofanto in modo piuttosto evidente sul litorale di ponente depositando detriti e sabbia, con un conseguente avanzamento della linea di costa, sul litorale di levante.
Il progetto fu approvato, seppure con alcune modifiche, nel 1874. I lavori però iniziarono solo il 17 ottobre 1880 e si conclusero il 1º novembre 1889.

### Dal XX secolo ai giorni nostri
Se durante la prima metà del XIX secolo il porto di Barletta costituiva un vero e proprio punto di crocevia commerciale per le coste pugliesi bagnate dal Mare Adriatico, negli ultimi anni del XIX secolo e durante tutto il XX secolo, la situazione cambia notevolmente. Il traffico commerciale ha subito un forte calo dovuto a cause intrinseche alla natura del porto stesso, prima fra tutte lo scarso pescaggio che non permette l'arrivo di grosse navi e costringe ad utilizzare navi di dimensioni inferiori o a servirsi dei porti vicini e a trasportare il materiale a Barletta, con ulteriori spese. Gli anni ottanta confermano per il porto cittadino un periodo di crisi a cui si è aggiunta la mancanza di fondi provenienti dalla Cassa del Mezzogiorno, di cui invece hanno beneficiato tutti gli altri porti della Puglia.
Negli ultimi anni la presenza di un notevole complesso industriale ha generato nuove prospettive commerciali per il porto di Barletta e i dati inerenti al traffico risultano in forte crescita.
Se è vero che vi sia stata una netta ripresa nell'economia portuale della città è anche vero che questa risulta strettamente dipendente dagli insediamenti industriali presenti nell'hinterland barlettano e che hanno reso lo scalo di Barletta un nodo logistico di fondamentale importanza: le Saline di Margherita di Savoia, la Timac Italia e la Cementeria di Barletta, il deposito costiero dell'API, l'industria del marmo.
Il 19 novembre 2007 è stata ampliata la circoscrizione territoriale dell'Autorità Portuale di Bari ai porti di Barletta, Manfredonia e Monopoli, dando origine all'Autorità Portuale del Levante.
Le prospettive future sono notevoli e prevedono innanzitutto la risoluzione del problema dell'insabbiamento che penalizza il porto di Barletta, limitandone la capacità ricettiva a navi non più lunghe di 165 metri e ad un pescaggio, nelle migliori condizioni, di 6,60 metri. Inoltre si prevede il trasferimento e ampliamento del deposito costiero dell'API, che permetterebbe la realizzazione di una nuova Darsena Pescatori, la riqualificazione delle banchine e dei relativi piazzali e l'utilizzazione del molo di levante, oggi inutilizzato, come approdo turistico, che costituirebbe un nuovo punto di forza per il porto e per tutto l'indotto cittadino.
Nel 2020, i silos granai in cemento armato che occupavano il centro del porto sono stati demoliti modificando la fisionomia del porto. I silos, costruiti nel 1973 erano in disuso ed in pessime condizioni strutturali. 

## Caratteristiche
Il Porto di Barletta è classificato di seconda categoria, prima classe. Ospita traffico industriale e, come previsto dal Piano Operativo Triennale dell'Autorità Portuale del Levante, il 21 luglio 2009 è stata attivata la prima linea traghettuale per servizio passeggeri tra i porti di Barletta e Durazzo. Si tratta di un bacino totalmente artificiale delimitato da due moli asimmetrici e convergenti, uno di ponente e uno di levante, distanti all'imboccatura 450 metri. I moli sono posti ad una distanza minima all'imboccatura di 450 metri tra loro; i fondali sono costituiti da sabbia e fango, raggiungono una profondità massima di 6,60 metri e permettono l'approdo di imbarcazioni di lunghezza totale pari a 165 metri. Il molo di levante non è attualmente operativo pertanto tutte le operazioni portuali si effettuano su quello di ponente che risulta articolato in quattro bracci:
- braccio molo di ponente;
- braccio molo centrale;
- primo braccio molo di tramontana;
- secondo braccio molo di tramontana.

I fondali del bacino portuale sono costituiti da sabbia e fango. È uno dei più apprezzati dell'Adriatico per ampiezza di bacino e sicurezza. Grazie ai numerosi insediamenti industriali presenti nei territori vicini, il porto costituisce un notevole punto di interscambio commerciale.
Attualmente il porto è specializzato nel commercio di un'estesa pluralità di merci tra cui le più importanti dal punto di vista commerciale risultano essere:
- sostanze rinfuse solide, quali il cemento, la pietra, la sabbia, l'argilla;
- sostanze rinfuse solide alimentari, quali il grano, il sale, la farina;
- prodotti chimici, quali il concime, il polietilene;
- prodotti liquidi alla rinfusa, quali benzina verde e gasolio.[14]